# Conde de Regla (1786)
Le Conde de Regla était un navire de ligne espagnol de 112 canons en service dans la marine espagnole de son lancement le 4 novembre 1786 jusqu'à son démantèlement dans l'Arsenal de la Carraca en 1811. Offert par le Comte de Regla au roi d'Espagne Carlos III, son nom de baptême était Nuestra Señora de Regla. Il fut construit selon le projet de José Romero y Fernández de Landa et appartenait à la Classe Santa Ana.

## Construction
Navire de la classe des Santa Ana, il fait partie des 8 navires de la série des navires de ligne de 112 canons construits selon le projet de Romero de Landa. Ses sister-ships étaient les Santa Ana (navire qui donna son nom à la classe), Mejicano, Conde de Regla, Salvador del Mundo, Real Carlos, San Hermenegildo, Reine María Luisa et Principe de Asturias.
Sa quille fut posée fin janvier 1786. À son lancement il comptait 30 canons de 36 livres dans la première batterie, dans la deuxième batterie 32 canons de 24 livres, dans la troisième batterie 32 canons de 12 livres, dans le château 12 canons de 8 livres et enfin dans le château de proue 6 canons de 8 livres. Ses dimensions étaient d'une longueur de 210 pieds de burgos, une largeur de 58 pieds et un creux sur quille de 27 pieds et 6 pouces.

## Histoire
Le Conde de Regla a réalisé en  1787 ses essais en mer sous le commandement du lieutenant général Juan de Lángara et Huarte, commandant général de l'escadre d'instruction. Les essais montrèrent que le navire avait des mouvements de roulis et de tanguage très doux, possédait une bonne résistance et conservait bien la stabilité des batteries.
Le principal fait de guerre du Conde de Regla se déroula le 14 février 1797 lorsqu'il participa à la bataille du Cap de Saint Vincent, portant le pavillon du chef d'escadre, le  Comte d'Amblimont, tué au cours du combat par un boulet de canon. Durant cette bataille, son commandant, Jerónimo Bravo, fut également blessé. Au total il eut 9 hommes morts et 17 blessés.
Le 13 mai 1799, le Conde de Regla fait partie de l'escadre de l'amiral Mazarredo forte de cinq vaisseaux à trois ponts, deux de 80 canons et dix de 74, 4 frégates et trois avisos. L'amiral venait de recevoir l'ordre d'appareiller pour Carthagène. La flotte essuya une tempête dans la nuit du 16 au 17 mai qui entraîna de nombreux dégâts sur plusieurs navires (le Conde de Regla n'est pas signalé comme ayant subi d'avaries). Arrivé à Carthagène, l'amiral Mazarredo renonça dès lors à toute entreprise militaire durant au moins un mois.
En juillet 1799, le Conde de Regla fut désarmé pour réparation durant son séjour à Cadix à la suite d'une voie d'eau et ne put donc se joindre à la flotte combinée des amiraux Bruix et Mazarredo.
En 1811, stationné à l'Arsenal de la Carraca, il fut démobilisé faute de ressources pour le caréner. Ses bois furent réutilisés sur d'autres bateaux espagnols et britanniques.